# Mira - Detective reale
Mira - Detective reale (Mira, Royal Detective, titolo originale utilizzato anche in italiano su Disney+) è una serie TV animata realizzata in grafica computerizzata. Debutta negli USA su Disney Junior il 20 marzo 2020 e in Canada il 22 marzo dello stesso anno mentre in Italia è disponibile dal 2 aprile 2021 su Disney+ e successivamente su Rai Yoyo. È prodotta da Wild Canary Animation, Technicolor Animation Productions e Disney Television Animation e distribuita dalla Disney.

## Trama
A Jalpur si svolgono le avventure di Mira, una bambina di 8 anni coraggiosa e piena di risorse che viene nominata detective dalla regina Shanti. La piccola Mira viaggia attraverso il regno per aiutare i cittadini. Al suo fianco Mikku e Chikku, le due manguste sue compagne di squadra.

## Personaggi principali

### Protagonisti
- Mira (doppiata in italiano da Margherita De Risi)
- Mikku e Chikku (doppiati in italiano da Nanni Baldini e Gabriele Patriarca)
- Principe Neel (doppiato in italiano da Riccardo Suarez)
- Priya (doppiata in italiano da Rossa Caputo)

### Antagonisti
- Manish (doppiata in italiano da Sacha De Toni)
- Poonam (doppiata in italiano da Monica Bertolotti)

## Episodi
| Stagione         | Episodi | Prima TV originale | Prima TV Italia |
| ---------------- | ------- | ------------------ | --------------- |
| Prima stagione   | 25      | 2020-2021          | 2021            |
| Seconda stagione | 29      | 2021-2022          | 2022            |